# UGC 71
UGC 71 es una galaxia espiral localizada en la constelación de Andrómeda.